# Шпильрейн, Сабина Николаевна
Сабина Николаевна (Шейва Нафтульевна) Шпильрейн (в замужестве Шефтель, затем Шпильрейн-Шефтель; 25 октября [6 ноября] 1885, Ростов-на-Дону — 11 или 12 августа 1942, там же) — российский и советский психоаналитик и педолог.

## Биография

### Ранние годы
Шейва Нафтульевна Шпильрейн (впоследствии Сабина Николаевна) родилась в еврейской купеческой семье. Отец — выходец из Варшавы и впоследствии купец 1-й гильдии Нафтули (Нафтулий Мойшевич, Николай Аркадьевич) Шпильрейн (1861—1938), энтомолог по образованию, мать — дантистка Ева Марковна Шпильрейн (урождённая Люблинская, 1863—1922). Дед по материнской линии — резник ростовской хоральной синагоги Марк Пинхусович Люблинский (1833—?) — поселился в Ростове в 1853 году. В 1890—1894 годах семья жила в Варшаве, там Сабина посещала Фрёбелевский детский сад. Гимназию (Екатерининскую) она окончила уже в Ростове-на-Дону в 1904 году, причём с золотой медалью.

### Жизнь в Европе

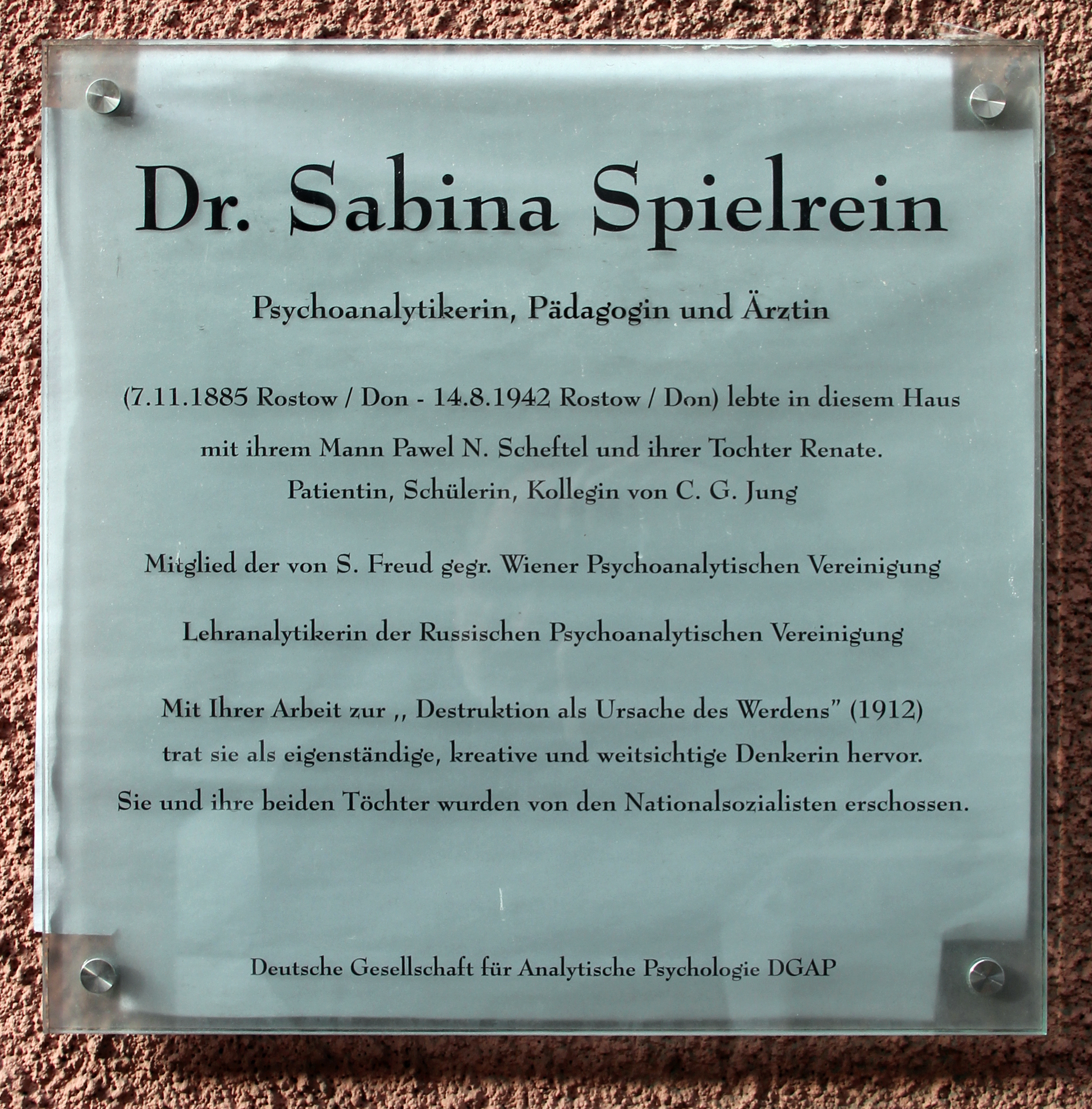
Мемориальная доска на доме в Берлине, где жила Сабина Шпильрейн

17 августа 1904 года в возрасте 18 лет она поступила в психиатрическую клинику Бургхёльцли в Цюрихе c диагнозом «психотическая истерия». Причиной расстройства стал нервный срыв в результате смерти от брюшного тифа её 6-летней сестры Эмилии. Лечащим врачом Сабины стал Карл Юнг; несколько лет она была его анализантом. Считается, что именно в это время началась её любовная связь с Юнгом, которая продолжалась более 7 лет. Юнг был женат, поэтому из-за адюльтерного скандала ему пришлось покинуть кафедру и клинику.
В период лечения Сабина живо интересуется психоанализом. В июне 1905 года после выписки она поступает в Университет Цюриха на медицинский факультет, который оканчивает в 1911 году; дипломная работа посвящена шизофрении «О психологическом содержании одного случая шизофрении» («Über den psychologischen Inhalt eines Falles von Schizophrenie»), её основные идеи заимствует Юнг в своих последующих работах по шизофрении 1912 года. Сабина Шпильрейн доказывает, что психически больные люди избегают сексуальных взаимоотношений, поскольку в их представлении они связаны со страхом своего личностного распада. В прикосновении к другому страдающие шизофренией боятся утратить собственную целостность, раствориться в своём партнёре. Поэтому больной шизофренией и формирует бред, в котором отбрасывает факт различия полов и заменяет реальные взаимодействия полов вымышленными отношениями. Тема утраты собственного Я вызвала большой резонанс в аналитическом сообществе и стала ключевой для всех последующих исследований Сабины Шпильрейн.
Шпильрейн оставляет Цюрих в 1911 году, но продолжает переписку с Юнгом в период с 1916 по 1919 год. В это время Юнг уходит из психоанализа и основывает собственную научную дисциплину, названную им аналитической психологией. Сперва Шпильрейн переезжает в Вену, где сближается с группой доктора Фрейда. Здесь она знакомится с некоторыми российскими психоаналитиками, в том числе с Павлом (Файвелем Нотовичем) Шефтелем, за которого выходит замуж в следующем 1912 году, а ещё через год у них рождается дочь Рената.

### Возвращение в СССР

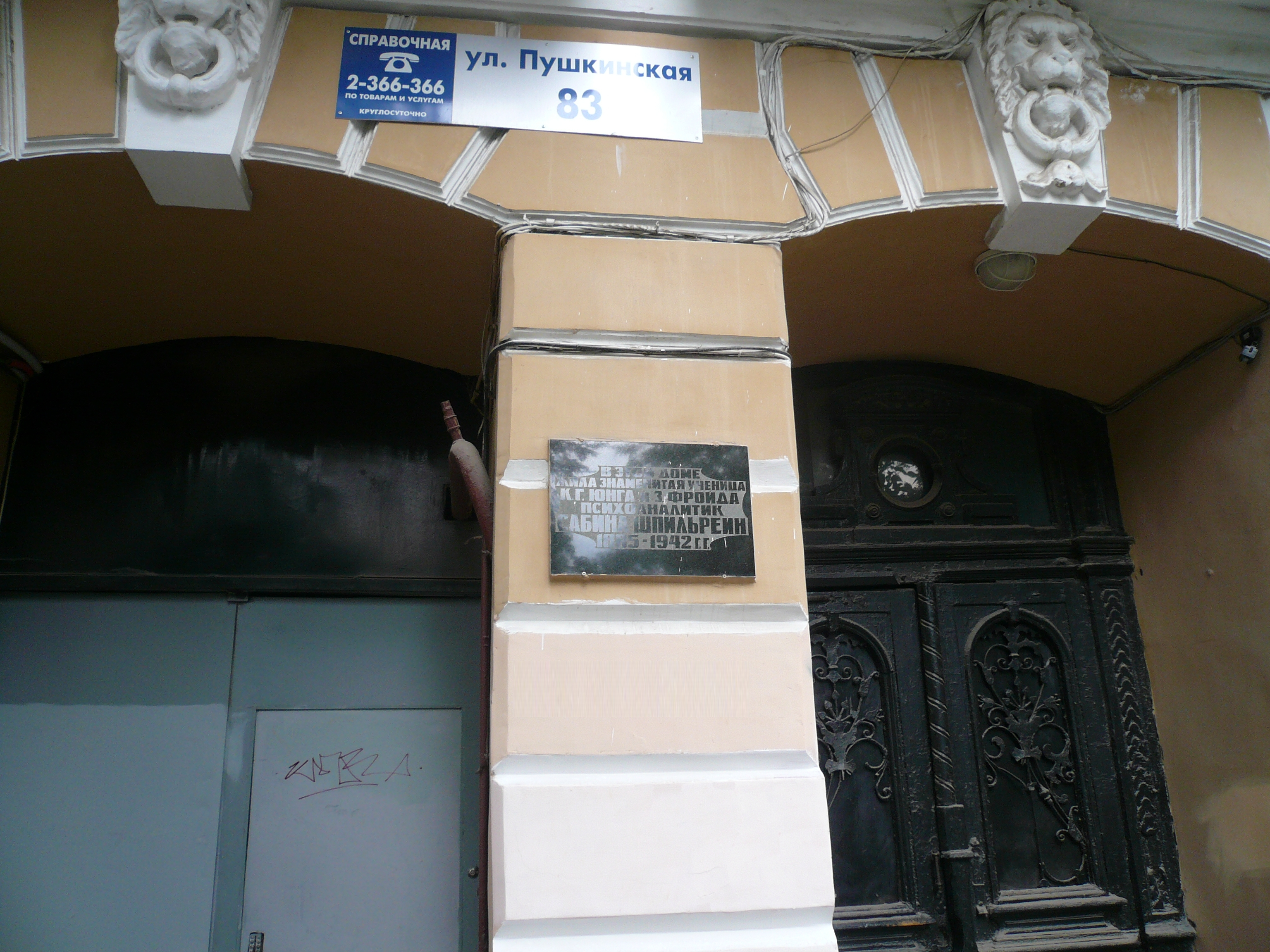
Памятная доска на доме, где жила Сабина Шпильрейн. Ростов-на-Дону, ул. Пушкинская, дом 83.

В 1923 году семья возвращается в Советскую Россию, где в то время под патронатом Льва Троцкого активно развивался психоанализ. В Москве был открыт детский дом-лаборатория «Международная солидарность», где воспитывались дети самых высокопоставленных советских чиновников, в том числе Василий Сталин. Сабина с семьёй останавливается в Москве, где работает врачом-педологом в городке имени III Интернационала (Москва), заведует секцией детской психологии в 1-м Московском государственном институте и состоит научным сотрудником Государственного психоаналитического института и детского дома-лаборатории «Международная солидарность». В этом институте она ведет амбулаторный прием, консультирует, читает спецкурс «Психоанализ подсознательного мышления», ведёт «семинарий по детскому психоанализу», принимает участие в «медицинских заседаниях сотрудников» института, в работе Русского психоаналитического общества.
С опалой Троцкого психоанализ в СССР попал под запрет, и Шпильрейн вернулась в свой родной Ростов-на-Дону, где продолжала упорно работать, в том числе и врачом в поликлинике в роли психотерапевта, психоаналитика и педолога. В 1926 году Сабина Шпильрейн родила вторую дочь, Еву. 27 июля 1930 года было принято официальное Постановление о ликвидации Русского психоаналитического общества. Но Сабина Шпильрейн всё же продолжает аналитическую работу, и в 1931 году один из ведущих психоаналитических журналов — «Имаго» — опубликовал её статью о детских рисунках, выполненных с открытыми и закрытыми глазами. Это была её последняя публикация в европейских научных журналах.

### Гибель
В июле 1942 года Ростов-на-Дону занимает немецкая армия. Вскоре оккупанты начали массовые казни евреев. Сабина Шпильрейн и две её дочери были убиты в Змиёвской балке в августе 1942 года. В 2004 году на месте казней была установлена мемориальная доска Шпильрейн и, в соответствии с её волей из раннего завещания («Я тоже была однажды человеком. Меня звали Сабина Шпильрейн»), посажены дубы.

### Семья
- Братья:
  - Ян Николаевич Шпильрейн (1887—1938) — советский математик, член-корреспондент АН СССР (1934)[5].
  - Исаак Нафтульевич Шпильрейн (1891—1937) — советский психолог и лингвист, основатель и ведущая фигура советской психотехники, доктор философии (1914).
  - Эмиль Николаевич (Нафтульевич) Шпильрайн (1899—1937) — советский биолог, декан биологического факультета Ростовского университета.

Все трое братьев были расстреляны во время Большого террора.
- Муж — врач Павел Наумович (Фа́йвел Но́тович) Шефтель (1881, Киев — 1937, Ростов-на-Дону), в годы Первой мировой войны — ординатор в госпитале киевского эвакоприёмника, с 1922 года (после аспирантуры) работал госпитальным врачом в Ростове[6][7].
- Племянник — Эвальд Эмильевич Шпильрайн (1926—2009) — советский инженер, специалист в области теплофизики и энергетики, космической техники, член-корреспондент РАН (1997).

## Значение работ Шпильрейн
В истории психоанализа Сабина Шпильрейн осталась как автор всемирно известной работы «Деструкция как причина становления» (её докторская диссертация 1912 года, защищённая в Венском университете), ставшая фундаментом для всех дальнейших исследований влечения к смерти. Поэтому Колин Ковингтон и Барбара Уортон называют Сабину Шпильрейн «забытым пионером психоанализа». В этой диссертации она впервые ставит вопрос о влечении к смерти и связывает его с проблемой мазохизма. Она находит истоки мазохизма именно в первичном, лежащем в основании человеческого бытия, влечении к смерти, которое может быть представлено как «мы-опыт», противоположное «я-опыту», а значит — нацеленное на разрушение собственного Я человека. В то же время, распад личности и регрессия к «мы-опыту» может приносить и позитивные плоды, поскольку является источником социального прогресса, творческих сил и культурного развития. Она заключает, что деструкция собственного Я является причиной развития новых социальных форм. В распаде мы всегда можем найти основания для творческого становления.
Клиническая проблема, поставленная Шпильрейн, состоит в том, что на практике мы не можем разнести сексуальное влечение и влечение к смерти, они всегда являются сообща. В одной из своих ключевых работ «По ту сторону принципа удовольствия» (1920) Зигмунд Фрейд говорит: «В одной богатой содержанием и мыслями работе, к сожалению, не совсем понятной для меня, Сабина Шпильрейн предвосхитила значительную часть этих рассуждений. Она обозначает садистический компонент сексуального влечения как „деструктивное“ влечение». Таким образом, Фрейд полагал, что сексуальное влечение и влечение к смерти работают согласно одному и тому же принципу удовольствия, поэтому их нельзя представлять как противоположные или противонаправленные. Как сексуальное взаимодействие, так и деструкция приносят разрядку влечений и, таким образом, связаны с удовольствием, в отличие от принципа навязчивого повторения, который располагается по ту сторону принципа удовольствия.
Несмотря на то, что диссертация Шпильрейн была актуальной и создала почву для дальнейшего поиска и исследований Фрейда (о чём свидетельствует их переписка) и его учеников, сама Сабина Шпильрейн в силу разных обстоятельств не создала своей школы и не имела последователей.
Помимо влияния на классический психоанализ, Шпильрейн внесла существенный вклад в развитие ключевых идей аналитической психологии. Во-первых, ей принадлежит эмпирическое обоснование теории комплексов Юнга, которая значительно отличается от классического психоанализа. Во-вторых, наработки Шпильрейн повлияли на представления Юнга о фило- и онтогенезе психики в результате «комплексного срастания». Дело в том, что она на примере конкретного эмпирического материала первой чётко формулирует гипотезу, согласно которой наша психика априори не представляет собой целостного единства, а является совокупностью множества сравнительно независимых комплексов. В-третьих, Шпильрейн предлагает созвучную аналитической психологии интерпретацию психогенеза шизофрении как процесса замещения индивидуальных содержаний психики коллективными архаичными содержаниями. В-четвёртых, Шпильрейн первой вводит понятие родовой души, которое является предвосхищением концепции коллективного бессознательного. В-пятых, её оригинальная концепция деструкции как трансформации, основанная на идее И. И. Мечникова о «естественной нормальной смерти», тоже оказывается созвучной более поздним идеям Юнга.
Сабина Шпильрейн была психоаналитиком известного психолога Жана Пиаже. В архивах института в Женеве, где она работала, сохранились её личные бумаги, включая черновики научных работ и переписки с К. Г. Юнгом и З. Фрейдом. Эти документы были обнаружены в 1979 году.

## Память

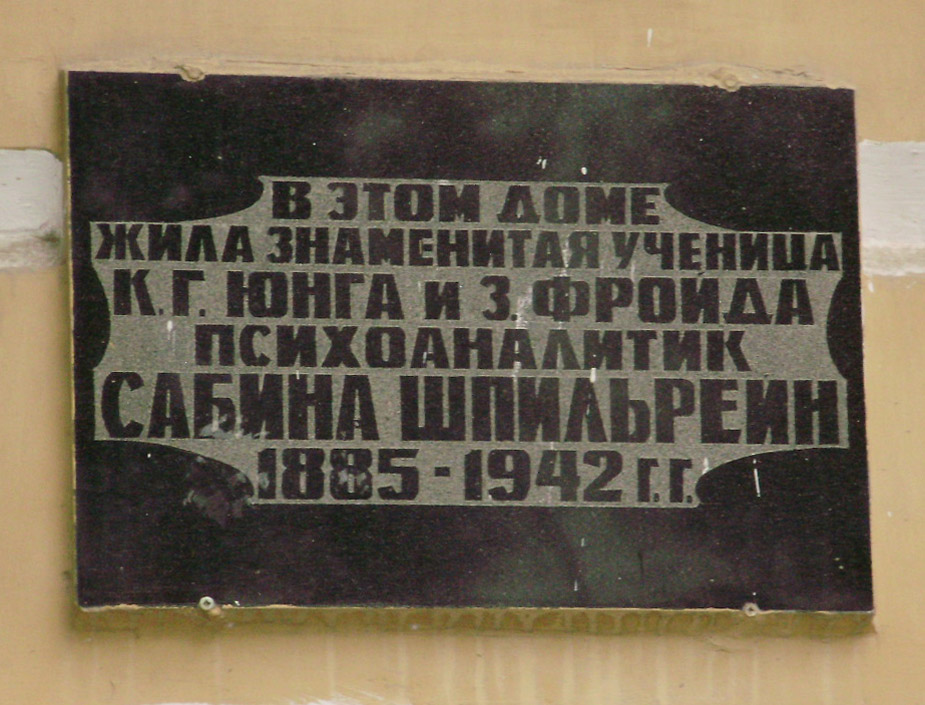
Памятная доска в Ростове-на-Дону

В ноябре 2015 года в городе Ростове-на-Дону в доме, где жила Шпильрейн, открылся мемориальный музей Сабины Шпильрейн.

### В мировом кинематографе
Жизнь и личность Сабины Шпильрейн нашли отражение в мировом кино:
- 2002 — «Возьми мою душу / Сабина» — Италия, Франция, Великобритания (реж. Роберто Фаенца). В роли Шпильрейн — Эмилия Фокс.
- 2002 — «Меня звали Сабина Шпильрейн» — Германия, Дания, Швеция, Финляндия, Франция, Швейцария (реж. Элизабет Мартон). В роли Шпильрейн — Эва Эстерберг.
- 2011 — «Опасный метод» — Германия, Канада, Великобритания (реж. Дэвид Кроненберг). В роли Шпильрейн — Кира Найтли.

### В литературе
- Сабина Шпильрейн является одним из персонажей романа Всеволода Глуховцева «Тридевять небес». В романе художественно обыгрывается допущение о знакомстве и тайном сотрудничестве Шпильрейн с Виктором Абакумовым в бытность последнего начальником УНКВД по Ростовской области в 1938—1941 годах[13].

## Основные работы
- Шпильрейн С. Психоаналитические труды. — Ижевск: ERGO, 2008. — ISBN 978-5-98904-021-6.
- Шпильрейн С. О психологическом содержании одного из случаев шизофрении (Dementia praecox). — Ижевск: ERGO, 2011.

### Комментарии
1. ↑  Первая оккупация Ростова в конце 1941 длилась недолго и практически не затронула мирное население